# جامعة سانتا كلارا
جامعة سانتا كلارا (يشار إليها أيضًا باسم سانتا كلارا) (بالإنجليزية: Santa Clara University)‏ هي جامعة يسوعية خاصة في سانتا كلارا، كاليفورنيا. يدرس فيها 5499 طالب بدوام كامل، و3130 طالب دراسات عليا. تأسست جامعة سانتا كلارا في عام 1851م، وهي أقدم مؤسسة للتعليم العالي في كاليفورنيا والساحل الغربي للولايات المتحدة،  ظلت في موقعها الأصلي 173 سنة. يحيط بالحرم الجامعي للجامعة البعثة التاريخية سانتا كلارا دي أسيس التي تعود لعام 1776م. يعكس الحرم الجامعي الطراز المعماري لرسالة الجامعة، ويوفر مثالًا مبكرًا جيدًا على مهمة إحياء العمارة. صنفت الجامعة جامعة «دكتوراه / مهنية»، وذلك في تصنيف كارنيجي.
تقدم الجامعة درجات البكالوريوس ودرجات الماجستير والدكتوراه من خلال كلياتها الست، وكلية الآداب والعلوم، وكلية التربية والإرشاد النفسي، وكلية ليفي للأعمال، وكلية الهندسة، وكلية اللاهوت اليسوعية، وكلية الحقوق.
من بين خريجي سانتا كلارا المحافظين وأعضاء الكونجرس والعمداء وأعضاء مجلس الشيوخ وأعضاء مجلس الوزراء الرئاسي. أسس خريجو سانتا كلارا نفيديا ومجموعة تأمين المزارعين، وأنشأوا جافا سكريبت. فاز خريجو سانتا كلارا بعدد من الأوسمة، بما في ذلك جوائز بوليتزر، وجائزة الدوري الاميركي للمحترفين إم في بي، والدخول إلى قاعة مشاهير الروك آند رول. عمل خريجو سانتا كلارا كرئيس لبلدية سان فرانسيسكو ولوس أنجلوس وأوكلاند وسان خوسيه وواشنطن العاصمة. إضافة إلى اثنين من أواخر حكام ولاية كاليفورنيا.
تسمى الفرق الرياضية في سانتا كلارا باسم برونكو. ألوانها الأحمر والأبيض. يتنافس فريق برونكو على مستويات نسا الشعبة الأولى، أعضاءً في مؤتمر الساحل الغربي في 19 رياضة. فاز برونكو ببطولة الرابطة الوطنية لكرة القدم للرجال في كرة القدم للرجال والسيدات. حصل عدد من الطلاب الرياضيين الحاليين والسابقين على ميداليات ذهبية.

## الحرم الجامعي
تقع الجامعة في سانتا كلارا، كاليفورنيا، المتاخمة لمدينة سان خوسيه في مقاطعة سانتا كلارا في الجزء الجنوبي من منطقة الخليج. على مدار القرن الماضي ونصف القرن، توسّع حرم جامعة سانتا كلارا إلى أكثر من 106 أكر (43 ها)
في الخمسينيات من القرن العشرين، وبعد أن أنشأت الجامعة قاعة والش ومتحف دي سايسيت في آخر المساحات المفتوحة المتبقية في الحرم الجامعي القديم، بدأت سانتا كلارا في شراء الأراضي المحيطة بها وضمها إلى الجامعة. الإضافة الأولى، التي حدثت في وقت سابق قليلا، جلبت مساحة لملاعب كرة القدم والبيسبول. بعد ذلك، خاصةً في الستينيات عندما قبل النساء في المدرسة، حصلت الجامعة على المزيد من الأراضي لقاعات الإقامة وغيرها من المباني والمرافق الجديدة.
في عام 1989م تم توحد الحرم الجامعي لجامعة سانتا كلارا عندما تحول مسار ألاميدا (طريق ولاية كاليفورنيا رقم 82)، وهو شارع رئيسي أدى إلى تجزء الجامعة. كما أغلق العديد من الطرق الداخلية واستعيض عنها بمراكز للمشاة ذات مناظر طبيعية قليلة. تدعو خطة الحرم الجامعي الحالية ومدتها خمس سنوات إلى دمج هذه المناطق مع حدائق في قلب الحرم الجامعي.
جلبت التسعينيات عددًا من الإضافات داخل الحرم الجامعي، بما في ذلك مبنى الموسيقى والرقص، وجناحًا علميًا جديدًا، ومبنى الفنون والعلوم، ومركز ماللي للياقة البدنية، وقاعة سوبراتو ريزيدنس، وأماكن لوقوف السيارات داخل الحرم الجامعي. نفذت سانتا كلارا جميع أعمال الصيانة المؤجلة، بما في ذلك تجديد قاعة كينا وأدوبي لودج والعديد من المباني التاريخية الأخرى. ثمة ميزة فريدة للتعليم الجامعي في جامعة سانتا كلارا هو برنامج مجتمع التعلم السكني حيث تضم ثمانية مجتمعات سكنية للتعلم، ولكل منها سمة مميزة، تدمج فيها الفصول الدراسية.

### التغيرات المعاصرة
تشمل مشاريع التوسعة المنجزة مؤخرًا ملعبًا جديدًا للبيسبول (استاد ستيفن شوت، 2005م)، وساحة كرة سلة مجددة (مركز ليفي، 2000م)، ومركز كينيدي - أول «مبنى أخضر» في الحرم الجامعي (2005)،  وهو سكن مجتمعي (2006)، مكتبة تبلغ مساحتها 194000 قدم مربع (1.8 هكتار) (2008م)، ومبنى جديد تبلغ مساحته 85000 قدم مربع (0.79 هكتار) لمدرسة ليفي للأعمال (2008م)، وقاعة إقامة جديدة، غراهام (2012)، مبنى جديد لخدمات القبول والتسجيل (2012)، ومبنى جديد لتاريخ الفن (2016م). تحل قاعة تشارني الجديدة (2018م) محل قاعة البنان ومكتبة هيفي للقانون في كلية الحقوق الجديدة.
التغييرات المستقبلية تشمل المسكن الجديد وحرم سوبراتو للاكتشاف والابتكار.
المدخل الرئيسي للحرم الجامعي بالم درايف، مغلق أمام السيارات من أجل إنشاء مركز للمشاة «يسلط الضوء على كنيسة ميشن باعتبارها المحور الرئيسي للحرم الجامعي.»  سيؤدي هذا الجهد في النهاية إلى إنشاء بوابة جديدة لحرم سانتا كلارا.
تقوم جامعة سانتا كلارا ببناء حرم جديد لـ (حرم سوبراتو للاكتشاف والابتكار) وتخطط لإكماله في عام 2022.

### معرض الصور

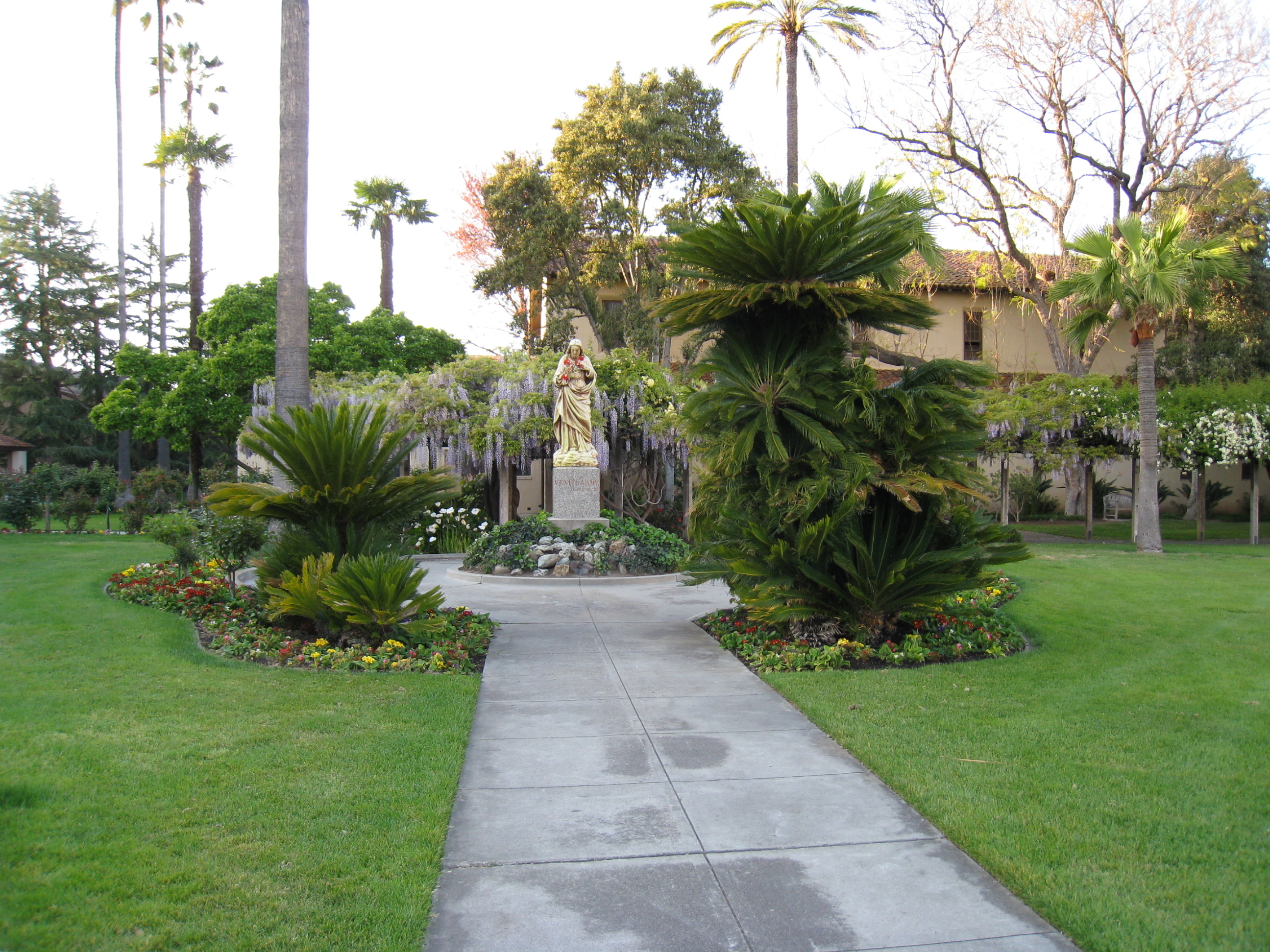
حدائق سانتا كلارا
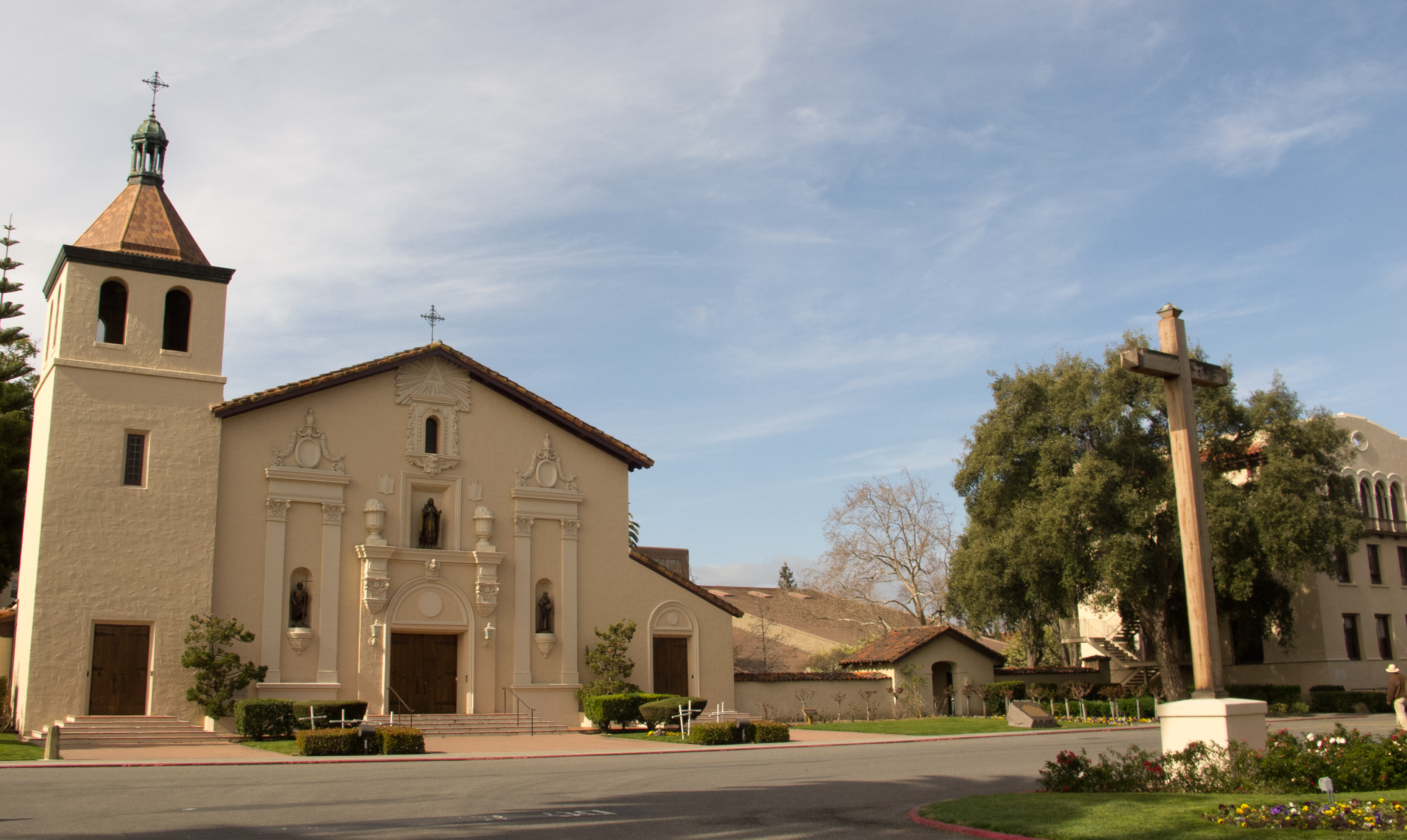
سانتا كلارا ميشن  [لغات أخرى]‏ هو معلم في الحرم الجامعي.
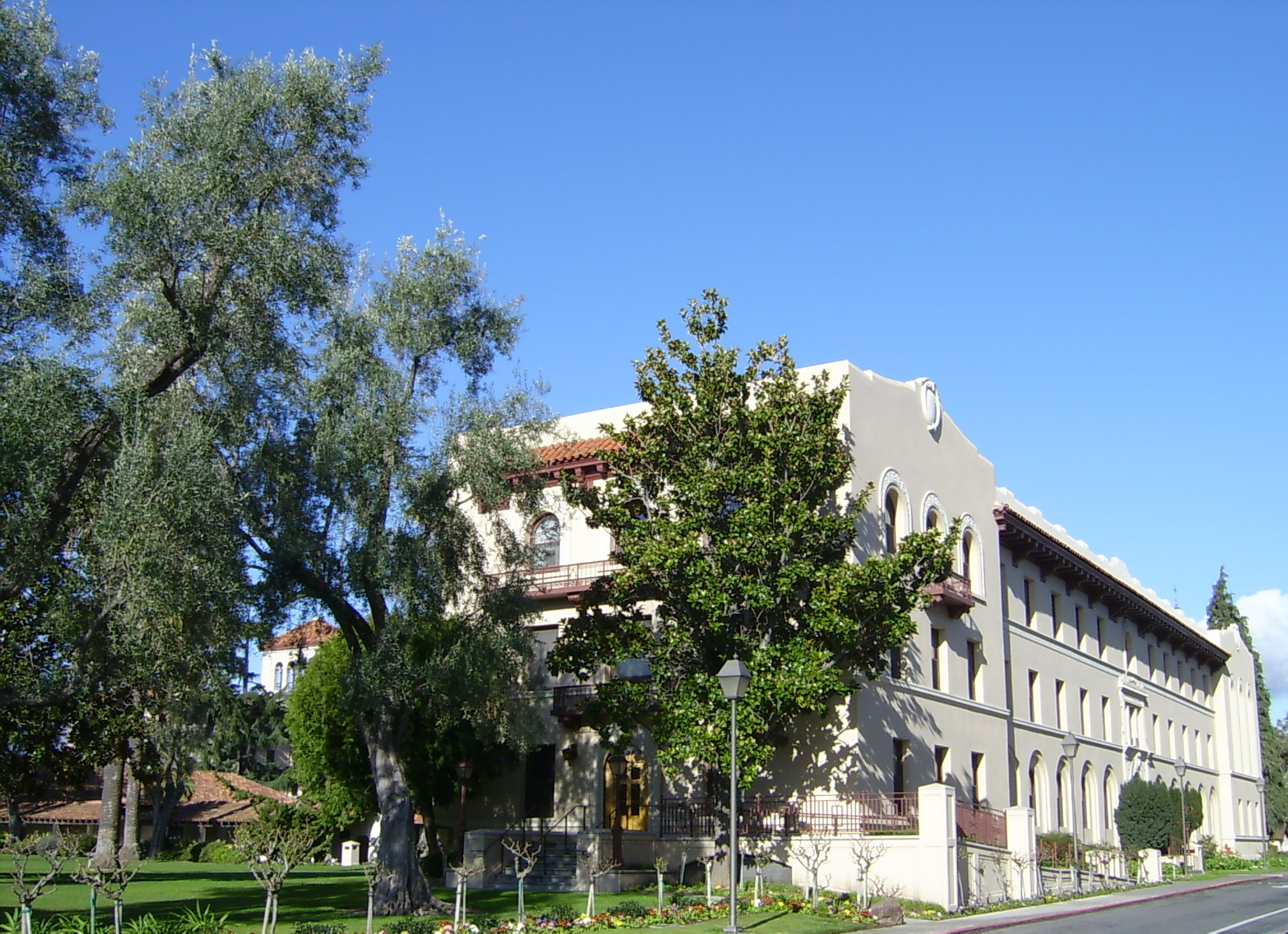
قاعة القديس يوسف، التي تضم أقسام اللغة الإنجليزية والإدارة والتسويق
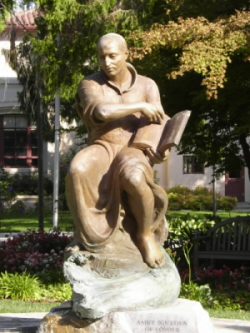
تمثال القديس اغناطيوس في حديقة القنا
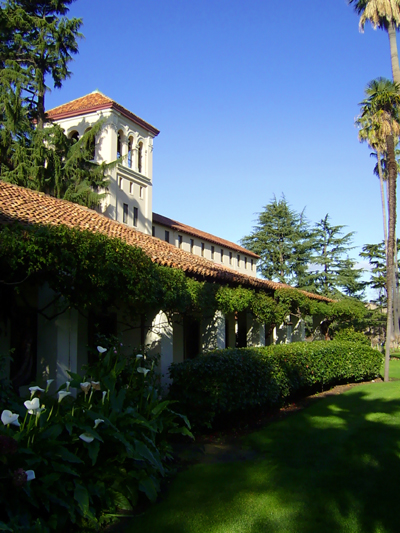
قاعة نوبيلي، سميت على اسم مؤسس والرئيس الأول لكلية سانتا كلارا، الإيطالي اليسوعي جيان نوبيلي
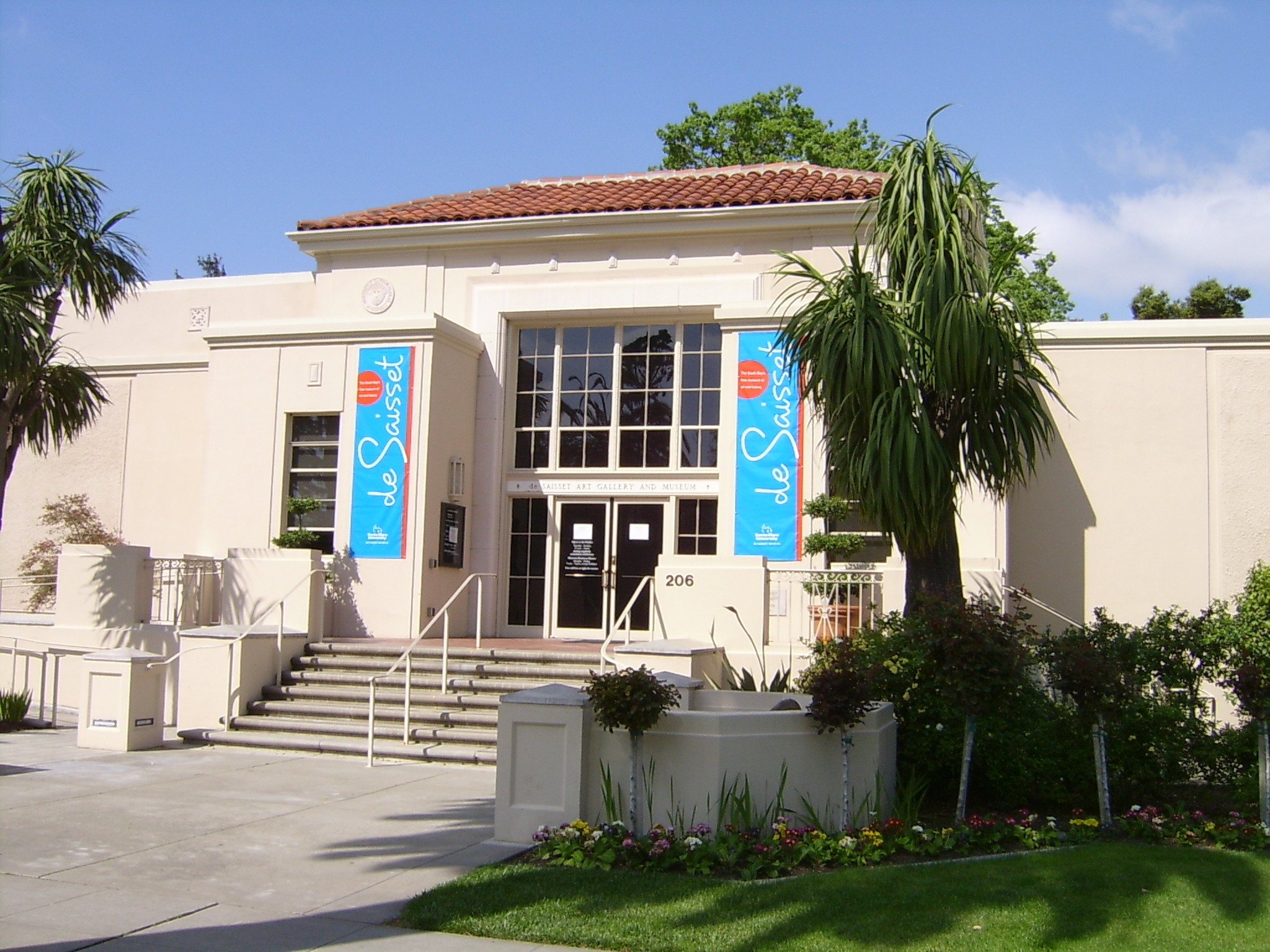
متحف دي سايسيت
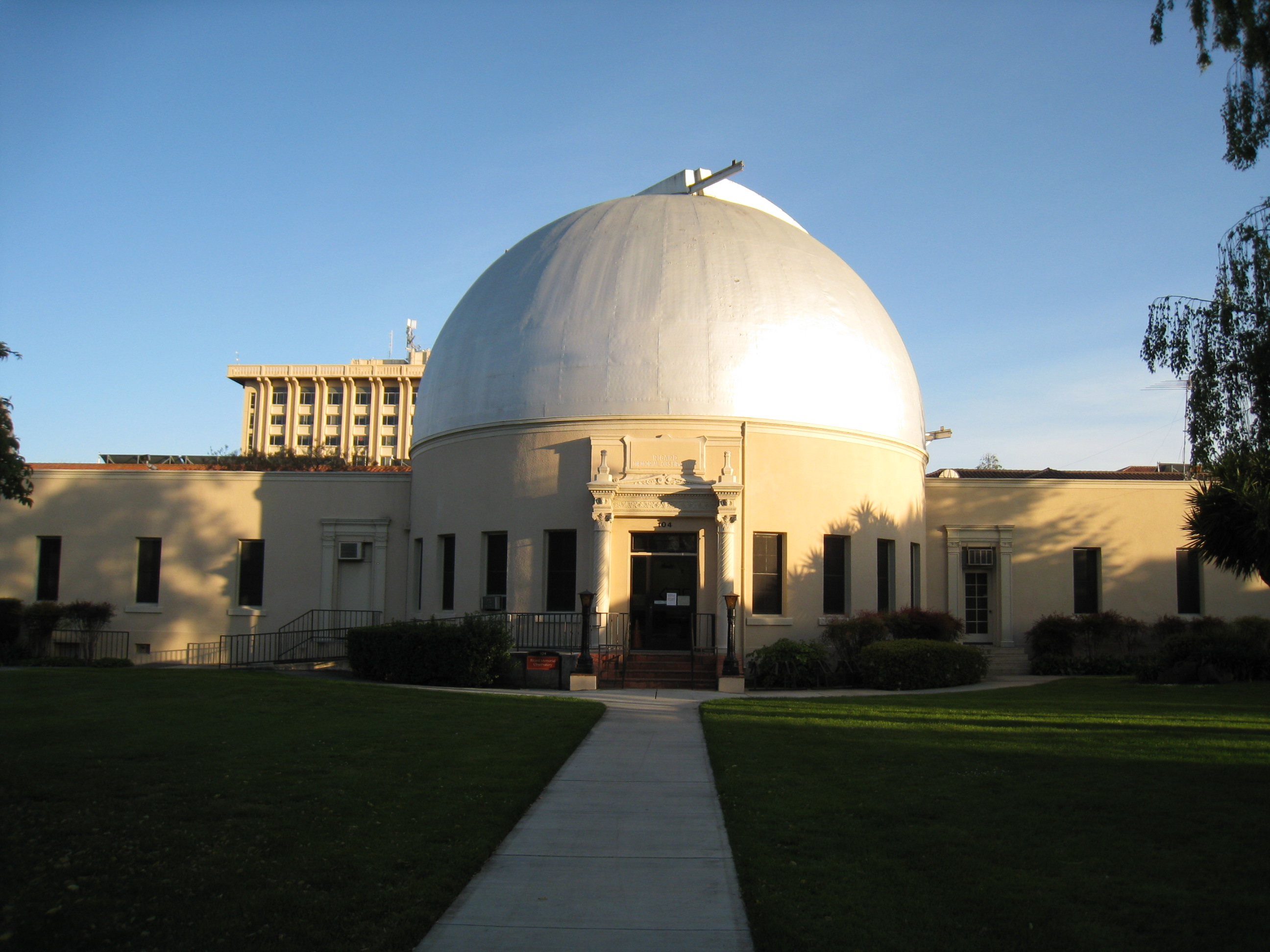
مرصد جامعة سانتا كلارا
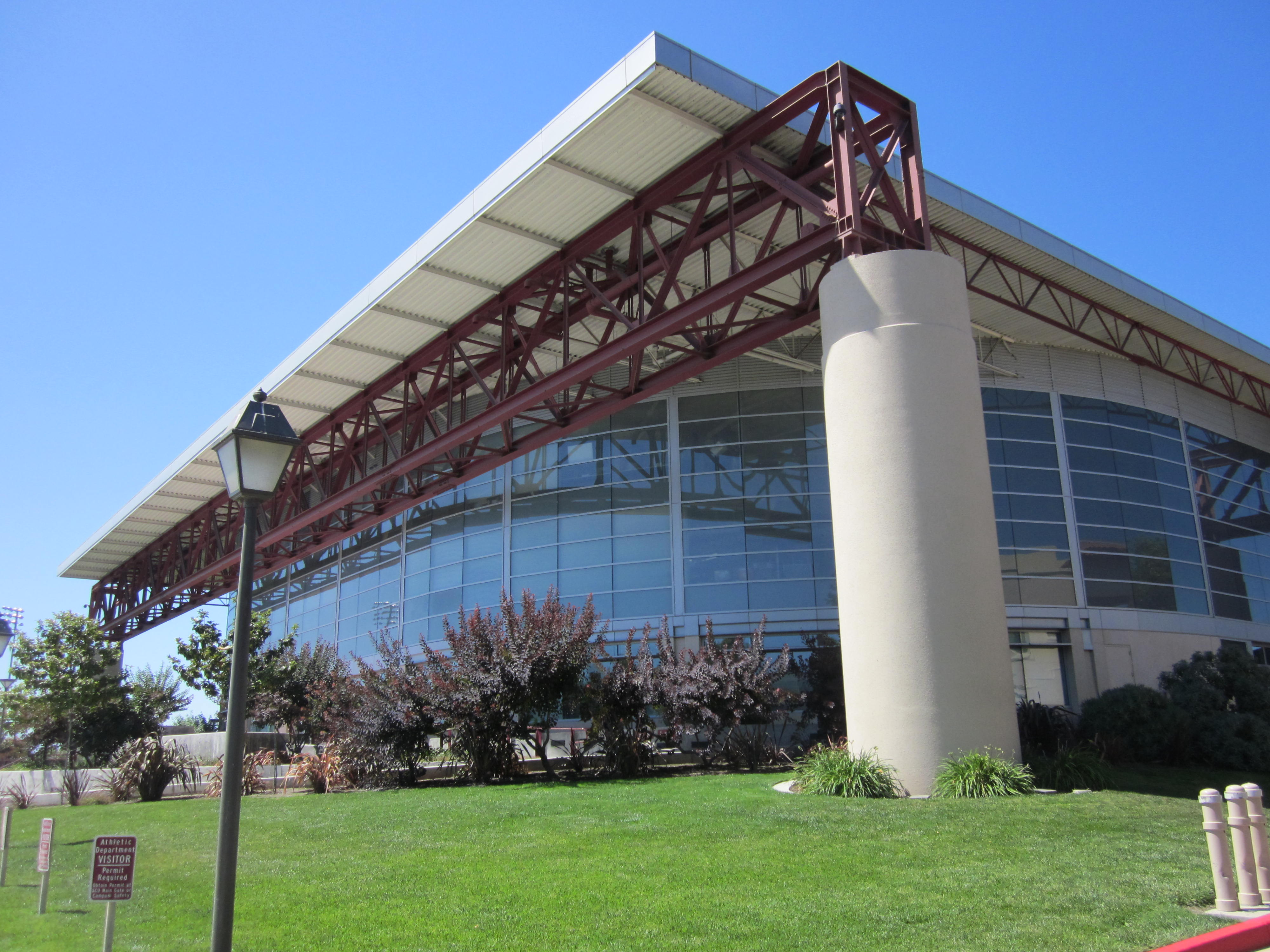
مركز ليفي للأنشطة، مكان رئيسي للفعاليات داخل الحرم الجامعي